# 阴影线
《阴影线》（英語：The Shadow-Line, A Confession）是约瑟夫·康拉德的一部海洋题材小说，也是他的晚期作品，写于1915年2月至12月。于1916年首次连载，1917年在英国（3月）和美国（4月）出版全书。小说描绘一个年轻人在东方担任船长后的成长，标题“阴影线”就代表成长的门槛。
这部小说以双重叙事结构而著称。小说的副标题《忏悔》提醒读者注意小说的回顾性质。年轻的主人公（没有提名）和年长者之间的冲突之后的讽刺性结构，驱动了小说的大部分基本点，即智慧、经验和成熟的本质。康拉德在作品中也广泛使用了讽刺，像吉尔斯船长和“事实船长”兰塞姆等人物都曾经强调主人公的长处和短处。
这部小说经常被引为第一次世界大战的隐喻，因为它的时机，提及的长期斗争，友谊的重要性，等等。康拉德的长子博里斯在第一次世界大战中受伤，使这一观点得到强化。然而，另一些人则认为这部小说具有强大的超自然影响力，指的是小说中的各种情节，如前任船长的幽灵诅咒这艘船，大副伯恩斯的疯狂。然而，康拉德本人在《作者笔记》（1920年）中否认了这一联系，声称尽管批评家曾试图展示这种联系，但是“活生生的世界包含着足够的奇迹和奥秘。”
1976年，波兰导演安杰依·瓦伊达将这部小说改编为电影。